# Robert Hay
Robert Hay (6 de gener de 1799 - 4 de novembre de 1863) fou un viatger escocès, antiquari, i un dels primers egiptòlegs. Va néixer al Castell de Duns, Berwickshire. Durant el seu servei a la Royal Navy va visitar Alexandria i Egipte, l'any 1818.
L'any 1824 va conèixer Joseph Bonomi a Roma, a qui va contractar com a artista i que va acompanyar Hay a Egipte. Es van quedar a Egipte des de novembre de 1824 fins al 1828, i de 1829 a 1834, registrant monuments i inscripcions, i van fer un gran nombre de projectes arquitectònics. Els seus manuscrits són ara principalment a la Biblioteca Britànica, i molts dels seus motlles de guix al Museu Britànic.
Al maig de 1828 Hay va visitar Malta, on es va casar amb Kalitza Psaraki, la filla del corregidor d'Apodoulou, Creta; Hay l'havia rescatat prèviament d'un mercat d'esclaus a Alexandria. Després de la seva mort a East Lothian, Escòcia, el 1863, la col·lecció d'antiguitats egípcies de Hay va ser venuda al Museu Britànic, tot i que alguns objectes van ser adquirits l'any 1872 pel Museu de Belles Arts de Boston.